# 狹管效應
狹管效應 ，亦稱峽谷效應、風洞效應，在受限於地形與空氣流動的影響，會透過山谷、鞍部等缺口通過，因文丘里效應而形成強勁的風口，因此氣流擾動較為旺盛。 據研究，地形對氣流的影響，可以分為熱力學的熱力作用及機械的動力作用兩類。 山谷效應是機械作用。當直昇機接近山谷，會因為此效應而失控甚至墜毀。

## 外部參考
- 鄭師中，1995，頁151；林沛練，1988，頁1